# Frank Eugene

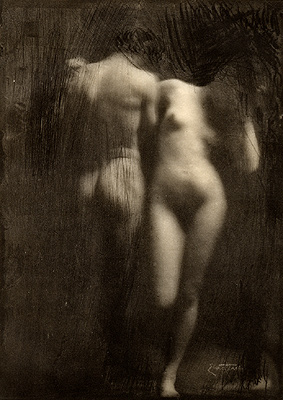
Adan y Eva (1898), publicada en Camera Work en 1910.

Frank Eugene (19 de septiembre de 1865-16 de diciembre de 1936) fue un fotógrafo estadounidense cofundador de la corriente de la Photo-Secession.
Estudió arte en el City College de Nueva York donde posiblemente comenzó a hacer fotografías por diversión, sin embargo se trasladó a Múnich en 1886 para completar los estudios artísticos en su Academia de Bellas Artes. Al finalizar sus estudios se estableció como pintor manteniendo un estilo modernista. La manipulación de sus fotografías tanto de los negativos como tras su positivado mediante plumas, lápices e incluso punzones muestra que se consideraba más como pintor que como fotógrafo.
En 1899 realizó su primera exposición en el Camera Club de Nueva York siendo calificada su obra como «verdaderamente artística» por parte de la crítica mientras que algún otro señaló que la obra no era fotografía. Un año después fue elegido miembro de The Brotherhood of the Linked Ring y catorce de sus obras se expusieron en Londres. En 1900 se le dedicó un número completo de la revista Camera Notes.
El 17 de febrero de 1902 formó el grupo de la Photo-Secession junto a John G. Bullock, William B. Dyer, Clarence H. White, Dallet Fuguet, Gertrude Käsebier, Josep Turner Keiley, Robert S. Redfield, Eva Watson-Schütze, Edward Steichen, Edmund Stirling y John Francis Strauss. Entre las técnicas que más empleaba se encuentran la platinotipia y la goma bicromatada.
En 1906 se trasladó definitivamente a Alemania donde disponía de cierto reconocimiento como pintor. En 1907 entra a trabajar como profesor ayudante en la escuela de fotografía del Estado de Baviera conocida en esa época como Lehr- und Versuchsanstalt für Photographie, Chemie, Lichtdruck und Gravüre, donde se familiarizó con la técnica del autocromo (autochrome).
La revista Camera Work publicó parte de sus fotograbados en enero de 1909. Al año siguiente realizó la que se considera su mayor exposición en Buffalo, fueron veintisiete fotografías de las que sus platinotipias fueron muy bien valoradas, diez de las imágenes se publicaron en el Camera Work de abril y otras catorce en el número de julio.
En 1913 recibió la cátedra de fotografía artística o pictorialista en la Akademie für Grafische Künste und Buchgewerbe de Leipzig donde se dedicó a la docencia hasta su cierre en 1927. En 1936 murió en Múnich de un ataque cardíaco.